# Manuela Warnes
Manuela Josefa Warnes y García de Zúñiga (Buenos Aires, Virreinato del Río de la Plata, 13 de octubre de 1776 - Santiago, Chile, 15 de marzo de 1858) fue una dama de la alta sociedad argentina, esposa del presidente de Chile José Joaquín Prieto y hermana del militar argentino Ignacio Warnes.

## Biografía

### Datos familiares
Nació en un rica familia del Virreinato del Río de la Plata, hija del alcalde de la ciudad de Buenos Aires, Manuel Antonio Warnes, de ascendencia irlandesa y belga, y de Ana Jacoba García de Zúñiga (hija de Alonso Mateo García de Zúñiga y Juana Lízola Escobar).   
De dicho matrimonio nacieron dieciséis hijos, cuyas actas de bautizo se encuentran en la Basílica de Nuestra Señora de la Merced en la ciudad de Buenos Aires.  
Sobrina del brigadier Juan Francisco García de Zúñiga, importante terrateniente, y proveniente de la antigua y poderosa Casa de Zúñiga. 
Asimismo, era hermana del prócer de la Independencia Ignacio Warnes, secretario del General Belgrano y Gobernador de Santa Cruz de la Sierra.

### Matrimonio e hijos
En Buenos Aires, conoció al chileno José Joaquín Prieto, con quien contrajo matrimonio el 25 de julio de 1812, pese a su familia y amigos que opinaban que su unión con un hombre de armas no le brindaría buenos momentos.
Manuela era considerada bella y fue admirada por su esposo. Cuando nació su hijo Joaquín, el padre confesó que le «habría gustado tener otra niña» —aparte de su hija Victoria— «que heredara la belleza materna».

### Primera dama de Chile
Tuvo una vida llena de satisfacciones junto a Joaquín Prieto, quien la convirtió en primera dama entre 1831 y 1841.
Manuela Warnes expresaba sobre la política: «Las mujeres estamos para alegrar las vidas de los esposos, no para entenderlas».

### Muerte
Viuda en 1854, Manuela Warnes murió en Santiago cuatro años después, el 15 de marzo de 1858, a los 81 años.
| Predecesor: Carmen Sotomayor Elzo | Primera dama de Chile (cargo protocolar) 1831-1841 | Sucesor: Enriqueta Pinto Garmendia |